# Jean-Baptiste Anet
Pour les articles homonymes, voir Anet.
Jean-Baptiste Anet (ou Annet, né à Paris, baptisé le 2 janvier 1676 et mort le 14 août 1755 à Lunéville) est un violoniste et compositeur français. 

## Biographie
Jean-Baptiste Anet naît à Paris et est baptisé le 2 janvier 1676. Il est le fils de Jean-Baptiste Anet, dit Anet Ier (lui-même violoniste, qui appartenait à la « Grande Bande »).
Il étudie avec Arcangelo Corelli pendant quatre ans à Rome. Il revient vers 1700 à Paris, où il connait le succès. Il ne fait guère de doute que, par son exemple, les principes de la grande école italienne de violon ont été introduits pour la première fois en France. 
Probablement en raison de la jalousie de ses collègues français, Anet quitte bientôt Paris et aurait passé le reste de sa vie comme chef d'orchestre de Stanislas Leszczynski, roi de Pologne et duc de Lorraine. 
Il publie trois séries de sonates pour violon. 
Il meurt le 14 août 1755 à Lunéville,.

## Œuvres publiées
- Premier Livre de sonates à violon seul et la basse continue (Paris, 1724)
- Deuxièmme Livre de Mr. Baptiste, contenant deux suittes de pièces à deux musettes, qui conviennent à la flûte traversière, hautbois, violons comme aussi les vielles (Paris, 1726)
- Sonates à violon seul et basse continue, oeuvre III (Paris, 1729)
- Premier Œuvre de musettes (Paris, 1730)
- Second œuvre de musettes (Paris, 1730)
- IIIe Œuvre de musettes pour les violons, flûtes traversières et vielles (Paris, 1734)

## Discographie sélective
Sonate n 11, du Premier Livre de Sonates à violon seul et la basse (1724), Théotime Langlois de Swarte, violon, Justin Taylor, clavecin  CD Alpha 2022  Diapason d’or